# 妹之形
《妹之形》是CUFFS社的姐妹品牌Sphere于2012年8月31日发售的18禁恋爱冒险游戏，原定發行時間為7月27日，後來延後發行日期至8月31日。是Sphere的第三部作品。

## 故事簡介
故事发生在不远的未来。数年前，『鹄见市』由于一场实验都市计划引发的灾难濒临毁灭，众多家庭破碎。
十五年后，在原来的市民的努力下，城市再一次得到了复兴。并且，关于过去灾难的记录也终于能够向社会公开。
当年失去亲人的人们有些回到了『鹄见市』，以期找到失散的亲人。

## 登场人物

### 主要角色
美马雪人（聲：无）
本作的主人公。美鄉學園第三分校2年級生→久久美良學園2年F班。
童年时因为一场大规模灾难而失去了双亲，但隐约记得自己有个下落不明的妹妹。
在被福利机构收养期间，一边上学一边打工，过着清苦的生活。
在曾经被毁灭的城市十周年之际，前往『鹄见市白鸟环境特区』查阅公开的记录，希望能够找到关于自己妹妹的线索。
濑名美优树（聲：卯衣）
星丘女子學院2年級生→久久美良學園2年F班。
在『鹄见市』的灾难发生后，被一堆富庶的夫妇收养，过着大小姐般的生活，并被培养成品行端正、外貌秀美的少女。
她记得年幼时有一个哥哥，为此前往『鹄见市白鸟环境特区』寻找相关的线索。
澄稀綾香（聲：蒼原千佳）
性格開朗兼傲嬌和主人公同年級。澄稀製藥社長的千金。
美马千毬（聲：姫川あいり）
在『白鳥寮』住宿的一年級學生。跟主人公一樣在災難中失去家族。
討厭接近雪人的女性。
MeTA（聲：杏子御津）
外表、構造跟人類極為相似的護理機器人。和主人公同班。
正式名稱為『タイプGNW-0021 Medical Treatment and nursing Automaton』，簡稱『MeTA』。
清宮真結希（聲：夏野冰）
因為豪雨災害的影響造成全身痲痺，在鵠見中央醫學中心住院的女生。

### 其他角色
玉木晴哉（聲：木島宇太）
擔任學生會副會長和主人公同班。
藤咲靜夏（聲：水簾）
學園三年級生，擔任學生會會長兼白鳥寮的舍監。
漁聰里（聲：三代真子）
白鳥寮的住宿生和千毬同年級。
梓弓彌子（聲：斉藤雪江）
學園的理事長。
澄稀順也（聲：村田勝利）
澄稀製藥社長的兒子，綾香的哥哥。
清宮律佳（聲：理多）
鵠見中央醫學中心的內科醫生，也是MeTA的開發者。
高階利夫（聲：神山蒼紫）
豪雨災害發生前在實驗都市工作的科學家。

## 作品舞台

鹄见市白鸟环境特区
主人公的故鄉。十五年前在一場實驗都市計劃引發的災難中瀕臨毀滅的都市，經過原市民的努力而在此復興。
私立久久美良學園
豪雨災害後，象徵鵠見市的復興而設立的學園。
白鳥寮
主人公入住的學生宿舍。由溫泉勝地的旅館改建而成，從學園到白鳥寮步行只需幾十分鐘。

## 製作人員

- 角色設計/原畫：武藤此史、こだまさわ、橋本タカシ（日语：橋本タカシ）
  - 輔助原畫：源之助
  - SD原畫：
- 劇本：、朝倉誠理、太刀風雪路
- 音樂：Peak A Soul+

## 主題曲
片頭曲「いろんなカタチ」
作詞：Duca、作曲・編曲：ANZE HIJIRI、歌：Duca
片尾曲「ツナグミライ」
作詞：Duca、作曲・編曲：ANZE HIJIRI、歌：Duca
- 初回限定版特典『イモウトノカタチ Sound Track CD』由Duca作詞的短版片頭、片尾曲與BGM全曲收錄。[6]

## 影響
《妹之形》在日本美少女遊戲與動畫相關商品銷售網站Getchu.com的2012年銷量榜上排名第17名。

## 外部連結
- イモウトノカタチ（页面存档备份，存于） 官方网站（日語）